# Strada Sărărie din Iași
Sărărie  este o stradă situată în municipiul Iași. 

## Descriere
Strada începe din zona Târgu Cucului și se termină la Șoseaua Ștefan cel Mare și Sfânt, din zona Copou.

## Etimologie
Denumirea străzii provine din cuvântul sărărie. Se spune că în această zonă exista un depozit de sare, aparțănând ocnelor domnești din zona Bacăului.

## Istoric
În secolul al XIX lea strada purta denumirea de „Drumul Hotinului”. Scriitorul Aurel Leon descria în ziarul „Opinia", în 1936, despre tramvaele Sărăriei.

## Monumente istorice și clădiri
- Casa Sion (1829-1833); strada Sărăriei 22, IS-II-m-B-04024
- Casa Anastasie Bașotă (1838); strada Sărăriei 14, IS-II-m-B-04023
- Biserica Vulpe (1844); strada Sărăriei 40, IS-II-m-B-04025
- Casă (începutul secolului XIX), Stradela Sărăriei 4, IS-III-m-B-04021
- Casă (mijlocul secolului XIX); strada Sărăriei 43, IS-III-m-B-04026
- Casă (a doua jumătate a secolului XIX); strada Sărăriei 91, IS-III-m-B-04027
- Casa Mungiu – locuință, fostă a scriitorului Constantin Stere (a doua jumătate a secolului XIX), Stradela Sărăriei 6, IS-III-m-B-04022
- Școala „Spiru Haret”, orfelinat catolic (începutul secolului XX), Str. Sărăriei 134, IS-III-m-B-04029
- Bloc de locuințe (prima jumătate a secolului XX); strada Sărăriei 111, IS-III-m-B-04028
- Casa sculptorului Richard Hette (mijlocul secolului XX); strada Sărăriei 142, IS-III-m-B-04318
- Fostul sediu al revistei „Contemporanul” (secolului XX); strada Sărăriei 15, IS-IV-m-B-04361

## Galerie de imagini

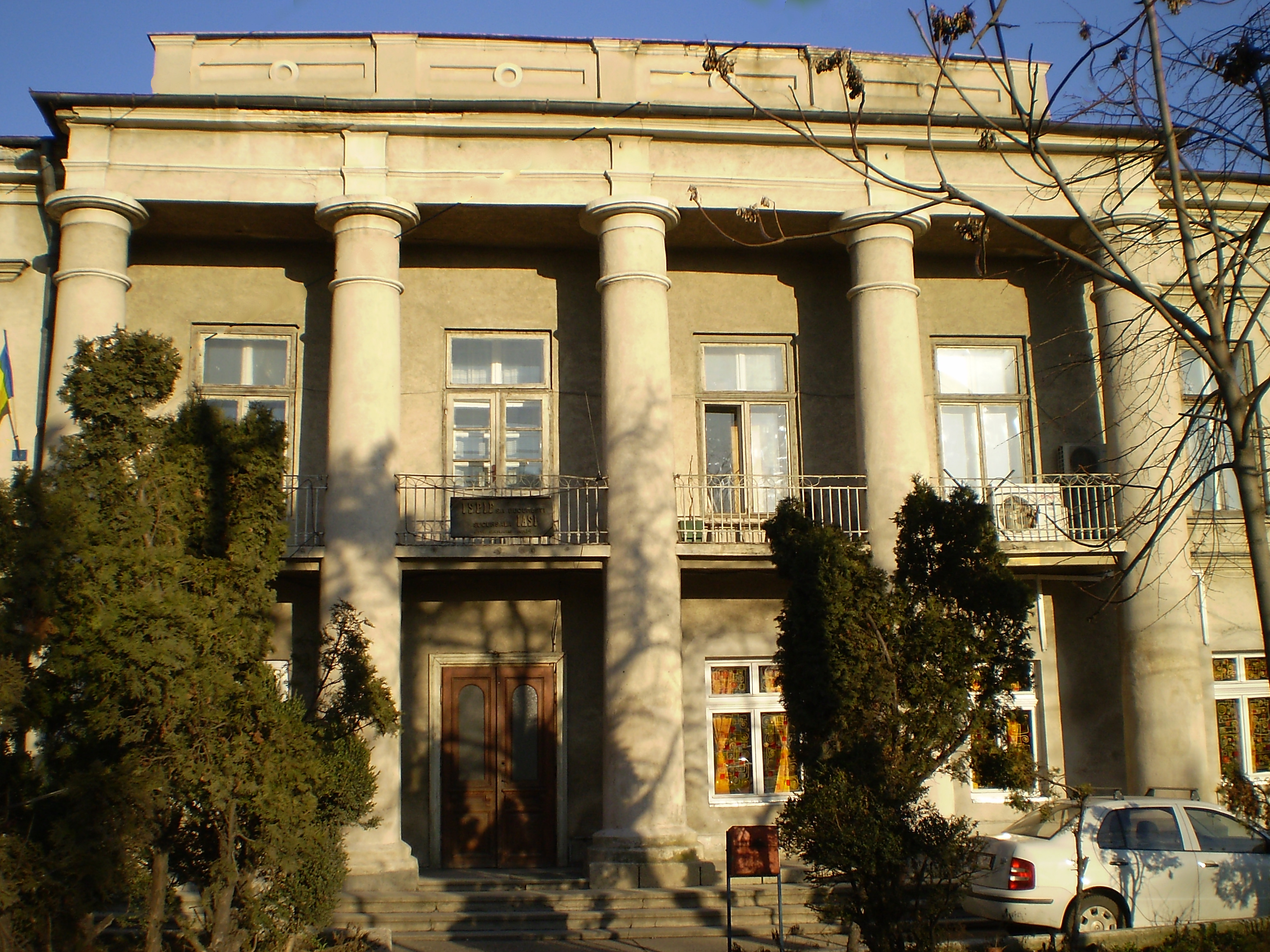
Casa „Anastasie Başotă”
Biserica Vulpe